# Axel Agustín Ojeda
Axel Agustín Ojeda (19 de junio de 2004; Rosario, Santa Fe, Argentina) es un futbolista argentino que se desempeña como delantero. Actualmente se encuentra en New York City Football Club, de la Major League Soccer de Estados Unidos.

## Trayectoria

### Racing Club
Debutó el 14 de marzo de 2022 ante Atlético Tucumán en la victoria 0-4 de su equipo por la jornada 6 del Copa de la Liga Profesional 2022. Convirtió su primer gol el 24 de julio de 2023 ante Central Córdoba de Santiago del Estero por la jornada 26 de la Liga Profesional 2023. El 10 de agosto convierte el segundo gol contra Atlético Nacional, permitiendo la clasificación de Racing a cuartos de la final de la Copa Libertadores 2023. El Lunes 27 de Noviembre marcaría su tercer y último gol en 2023 para poner el 4-0 ante Belgrano permitiendo el pase de Racing a la Copa Sudamericana 2024 y a los cuartos de final de la Copa de la Liga.

## Estadísticas

### Clubes
Actualizado al último partido disputado el 5 de agosto de 2025.
| Club                               | Div.          | Temporada     | Liga  | Liga  | Liga   | Copas nacionales | Copas nacionales | Copas nacionales | Torneos internacionales | Torneos internacionales | Torneos internacionales | Total | Total | Total  |
| Club                               | Div.          | Temporada     | Part. | Goles | Asist. | Part.            | Goles            | Asist.           | Part.                   | Goles                   | Asist.                  | Part. | Goles | Asist. |
| ---------------------------------- | ------------- | ------------- | ----- | ----- | ------ | ---------------- | ---------------- | ---------------- | ----------------------- | ----------------------- | ----------------------- | ----- | ----- | ------ |
| Racing Club Argentina              | 1.ª           | 2022          | —     | —     | —      | 1                | 0                | 0                | —                       | —                       | —                       | 1     | 0     | 0      |
| Racing Club Argentina              | 1.ª           | 2023          | 5     | 1     | 0      | 13               | 1                | 2                | 5                       | 1                       | 0                       | 23    | 3     | 2      |
| Racing Club Argentina              | Total club    | Total club    | 5     | 1     | 0      | 14               | 1                | 2                | 5                       | 1                       | 0                       | 24    | 3     | 2      |
| New York City F. C. Estados Unidos | 1.ª           | 2024          | 23    | 3     | 0      | 1                | 0                | 0                | 2                       | 0                       | 0                       | 26    | 3     | 0      |
| New York City F. C. Estados Unidos | 1.ª           | 2025          | 24    | 0     | 1      | 1                | 0                | 0                | 2                       | 1                       | 1                       | 27    | 1     | 2      |
| New York City F. C. Estados Unidos | Total club    | Total club    | 47    | 3     | 1      | 2                | 0                | 0                | 4                       | 1                       | 1                       | 53    | 4     | 2      |
| Total carrera                      | Total carrera | Total carrera | 52    | 4     | 1      | 16               | 1                | 2                | 9                       | 2                       | 1                       | 77    | 7     | 4      |
| 1. 2.                              |               |               |       |       |        |                  |                  |                  |                         |                         |                         |       |       |        |